# Míša Kulička
Míša Kulička je pětidílná série dětských knih Josefa Menzela o malém medvídkovi. Knihy ilustroval Jiří Trnka.

## Díly
- Míša Kulička v rodném lese
- Míša Kulička v cirkuse (1940)
- Míša Kulička v zoo (též v pražské zoo, 1941)
- Míša Kulička v loutkovém divadle
- Míša Kulička v domě hraček (1957)

## Postavy
- Míša Kulička, malý hnědý medvídek s bílým bříškem.
- Medvědice Barbora, jeho maminka
- Vasil, člověk, zrzavý sedlák, nejprve záporná postava, později kamarád medvídka a jeho maminky.

## Jiné verze
Na motivy prvních tří knih natočila Libuše Koutná sedmidílný loutkový seriál.
Část dílů vyšla i jako audio(knihy)
- Míša Kulička v rodném lese, 1983, dramatizace, více interpretů
- Míša Kulička v rodném lese, 1998, Helena Štáchová
- Míša Kulička v cirkuse, 1998, Helena Štáchová
- Míša Kulička v ZOO, 1999, Helena Štáchová
- Míša Kulička v domě hraček, 2000, Helena Štáchová
- Míša Kulička v rodném lese, 2007, Jana Synková a Jiří Lábus, jako příloha ke knižnímu vydání
- Míša Kulička v cirkuse, 2007, Jana Synková a Jiří Lábus, jako příloha ke knižnímu vydání
- Míša Kulička v ZOO, 2007, Jana Synková a Jiří Lábus, jako příloha ke knižnímu vydání